# Bitwa przy oazie Sabha
Bitwa przy oazie Sabha – starcie zbrojne, które miało miejsce 27 listopada 1914 w trakcie walk włosko-libijskich.
W roku 1914 doszło w Libii do wybuchu antywłoskiego powstania. Powstańców wsparła Turcja, która wysyłała do Libii broń, amunicję i oficerów. Na czele powstania stanęła organizacja As-Samusija. Dnia 27 listopada 1914 r. powstańcy przypuścili atak na oazę Sabha, w której znajdował się oddział włoskich żołnierzy pod dowództwem generała Antonio Miani. W wyniku ataku Włosi zostali całkowicie rozbici. Po porażce generał Miani opuścił Fezzan, wycofując się do Misraty. 